# Exposé (Immobilien)
Als Exposé oder Exposee (diese Schreibweise ist seit 2024 nicht mehr korrekt), in der Schweiz mitunter auch (Verkaufs-)dossier wird in der Immobilienwirtschaft eine Beschreibung einer Immobilie bezeichnet. Zumeist wird ein Exposé vom Verkäufer/Vermieter oder einem seiner Beauftragten wie Makler, Architekt oder einem Kreditinstitut angefertigt. Ziel ist in der Regel die bessere Vermarktung des Objektes in Form von Vermietung und/oder Verkauf.
Insofern gehören neben dem Lageplan Fotos und Grunddaten zum Objekt wie die Fläche, Kaufpreis/Miete, Baujahr, eine kurze Beschreibung des Objektes. Seit dem 1. Mai 2014 sind Angaben über den Energieverbrauch vorgeschrieben.
Ob und inwiefern es hier zu einer Prospekthaftung des Exposé-Erstellers ähnlich dem Wertpapierrecht kommt, ist oft fraglich, sodass die Ersteller, insbesondere Makler daher zur Sicherheit einen Haftungsvorbehalt oder gar Haftungsausschluss mit in das Exposé aufnehmen.
Zumeist ist das Exposé nur der „Appetithappen“, um Interesse zu wecken. Das zumeist vermarktungstechnisch/werblich aufbereitete Exposé ist i. d. R. auch nie Basis oder Bestandteil eines möglichen späteren notariellen Kaufvertrags der nach deutschem Recht stets auf den neutralen Daten des Grundbuchs, amtlichen Katasterauszugs, des Baurechts, des Baulastenverzeichnisses usw. beruht.
Im Rahmen der Zwangsversteigerung von Immobilien wird neben Verkehrswertgutachten durch die Amtsgerichte häufig eine Kurzform als Exposé veröffentlicht, worin die wesentlichen Punkte des Gutachtens zusammengefasst sind.
Es gibt innerhalb der Immobilienbranche kein festgelegtes Format für Exposés, jedes Unternehmen entscheidet selbst, welche Informationen in einem Exposé abgedruckt werden. Die Immobilienportale im Internet bezeichnen ihre Anzeigen ebenfalls als Exposé (z. B. Immowelt, Immobilienscout24), wobei durch die Eingabemaske Vorgaben und Beschränkungen gemacht werden.
Exposés werden zunehmend über das Internet oder E-Mail versandt oder sind dort abrufbar.
Umgangssprachlich wird auch oft noch der Begriff Prospekt verwendet, z. T. findet man diesen auch in immobilienwirtschaftlicher Literatur in Abgrenzung zum Exposé wie folgt: Geplante Immobilien (Exposé) und fertiggestellte Immobilien (Prospekt), aber diese Abgrenzung setzt sich im Alltagsgebrauch nicht durch.